# Shake That!
A Shake That! a német Scooter együttes 2004-ben megjelent kislemeze, a Mind The Gap című nagylemezük beharangozó dala. Ez is egy feldolgozás, a KC & the Sunshine Band "(Shake, Shake, Shake) Shake Your Booty" című számának refrénjét használták fel. Stílusa jelentős mértékben különbözik attól, amit korábban a Scooter játszott, táncolható, funky house hangzása miatt a rajongótábor is megosztottá vált. A vegyes rajongói vélemények ellenére a "Shake That!" 2004 végének egyik slágerévé vált és több slágerlistán is szép eredményt ért el (a magyar listát vezette is). Koncerteken nem nagyon kerül elő.
A kislemez megjelent egy normál és egy limitált változatban is. Borítója provokatív: egy meztelen női gumibabára húzott műanyag disznófej látható rajta, ahol a mellbimbókat csillagokkal takarták el. Később már nem is engedték ennek a használatát: helyette egy, a "One (Always Hardcore)" kislemez borítójával gyakorlatilag megegyező borítót használnak.

## Számok listája

### Normál változat
1. Shake That! (Radio Edit) (3:18)
2. Shake That! (Extended) (5:03)
3. Shake That! (Club Mix) (5:28)
4. Shake That! (CJ Stone Mix) (6:36)
5. Suffix (2:55)

### Limitált változat
Ez a kiadás egyszerre jelent meg az eredetivel, borítóját tekintve minimális különbséggel (a lila felirat helyett zöldet használtak). Az orosz és ukrán kiadás megegyezik ezzel a változattal.
1. Shake That! (Radio Edit) (3:18)
2. Shake That! (Extended) (5:03)
3. Shake That! (Steve Murano Mix) (5:43)
4. Shake That! (Klubbheads Klubb Dubb) (3:17)
5. Hyper Hyper (Special Live Version) (6:14)

### Egyebek
A spanyol kiadás lényegében megegyezik a limitált kiadással, azonban a "Klubbheads Klubb Dubb" helyett a "CJ Stone Remix" került fel rá.
Az ausztrál változatra a normál és a limitált összes száma rákerült, azonban a CD felületére csak két számot írtak fel, feltehetőleg nyomdahiba miatt.
Csak a holland kiadásokra felkerült a "Klubbheads Grossraum Mix" című változat is.

### Vinyl verzió
A bakelit már a kislemez megjelenése előtt, szeptember 23-án elérhető volt Németországban és Olaszországban. A holland változatokon itt is szerepelt a "Klubbheads Grossraum Mix".
- A1: Extended Mix
- A2: CJ Stone Mix
- B1: Steve Murano Mix
- B2: Klubbheads Klubb Dubb

## Más változatok
2004-ben a "Mind the Gap" album multimédiás szekciójában szerepel a dal videoklipje.
2006-ban a dal koncertverziója szerepelt az "Excess All Areas" című koncertalbumon. Medleyben játszva a "The Big Mash Up Tour" során is játszották, az "UFO Phenomena"-val és a "Bang Bang Club"-bal együtt.
2014-ben a "The Fifth Chapter" című album bónusz CD-jére felkerült egy Bárány Attila és DJ Dominique által készített remix is.

## Videoklip
A klip részben fekete-fehér, szemcsés képi világgal, részint a hetvenes évekre jellemzően sárgás képpel került felvételre. A fekete-fehér jelenetekben látható egy utazó cirkusz egyik bűvésze, aki csodás dolgokra képes, és ő idézi meg a Scootert is. A diszkókorszakra jellemző öltözék mellett korhű neveket vettek fel a tagok: H.P., mint Headless Dave, Rick mint Rick Washington III, Jay pedig mint Jay D'Amour néven szerepelt. Ennek a videoklipnek is létezik cenzúrázatlan változata.

## Közreműködtek
- H.P. Baxxter a.k.a. MC Dave (szöveg)
- Rick J. Jordan, Jay Frog (zene)
- Jens Thele (menedzser)
- Harry Wayne Casey, Richard Raymond Finch (eredeti szerzők)
- Mark Sammers ("Shake Your Booty" sample replay)
- Marc Schilkowski (borítóterv)
- Frank-Lothar Lange (fényképek)